# Vía Flacca
 La Via Flacca era una calzada romana a lo largo de la costa occidental del Lacio, Italia. Fue construido durante la censura de Lucio Valerio Flaco alrededor del 184 a. C. Partía en Terracina desde la vía Appia, y  conectaba las ciudades costeras hasta Formia donde volvía a la vía Appia.
Algunas partes han sido renovadas recientemente como ruta de senderismo. 

## La necesidad de una calzada
Las carreteras son necesarias para desarrollar una zona ya que facilita el transporte. La zona costera al sur de Roma era una zona escarpada, ya que los montes Auruncos llegan hasta el mar. Los romanos no habían construido la vía Apia por la zona y habían preferido desviarse hacia Fundi, al lado oriental de los montes Auruncos. La zona tenía potencial de desarrollo, tanto en el sector agrícola, pesquero y de recreo. Era centro de recreo de los patricios ricos e importantes. Mejorar las carreteras aumentaría el recreo al disminuir el tiempo de avance y reducir el riesgo de robos. 
En esos tiempos, la ciudad de Formia, recientemente había sido elevada a municipium.Las ciudades de la costa entre Terracina y Formia (destacan Sperlonga y Gaeta) tenían una deficiente comunicación terrestre. Conectada por mar, la comunicación por tierra era deficiente. La necesidad era evidente. 

## Construcción de la calzada
El financiamiento provino de la campaña de fiscalización de los censores Catón y Flaco en el 184 a. C. Flaco, al igual que Catón, usó el dinero recaudado para construir un dique en las Aguas de Neptuno y la vía hacia Formia.
<< Y, por separado, Flaco hizo construir un dique en las Aguas de Neptuno para que pudiera pasar la gente, y una calzada a través de los montes de Formias, ... >> 
La construcción empezó en 184 a. C.
En los acantilados de Formia, pasa a una altitud de 30 –40 m, y se apoya en terrazas en dobles muros poligonales con opus caementicium (hormigón) para anclarlos a la roca.
En la sección inferior se pueden ver huellas de ruedas de Sperlonga en la superficie de tramos empinados con una distancia entre ejes de 0,8 m.
La carretera tienen un ancho de 7 metros.

### Lugares destacados a lo largo de la Vía Flacca
| Vía Apia                   |
| Terracina                  |
| Santuario de Júpiter Anxur |
| Sperlonga                  |
| Villa de Tiberio           |
| Gaeta                      |
| Formia                     |
| Vía Apia                   |

## Restos
La calzada moderna se ha construido sobre la calzada romana en la mayor parte de su recorrido, pero desde la playa de Sant'Agostino hacia Sperlonga hay un tramo de la calzada antigua. En Punta Cetarola, al sur de Sperlonga, el camino se apoya en un muro de piedra cuadrada y poligonal y pasa por una cueva natural, el Antro di Punta Cetarola, y más al norte conduce a la Torre Capovento.